# Добрыня Никитич и Змей Горыныч
«Добры́ня Ники́тич и Змей Горы́ныч» — российский полнометражный анимационный фильм совместного производства студии «Мельница» и кинокомпании «СТВ», являющийся вторым мультфильмом франшизы «Три богатыря».
Премьера мультфильма в кинотеатрах России состоялась 16 марта 2006 года.
31 марта 2006 года была выпущена одноимённая компьютерная игра от «PiPE Studio» и «1С».
Телевизионная премьера состоялась на Рождество 7 января 2007 года на телеканале «Россия».
С 5 марта 2022 года было объявлено, что мультфильм «Добрыня Никитич и Змей Горыныч» выпустят в повторный прокат на территории Российской Федерации.
14 июля 2022 года мультфильм вышел в повторный прокат.
Также была выпущена аудиосказка от «МОСТ-В», где Михаил Черняк читает текст и диалоги.

## Сюжет
Князь Киевский случайно узнаёт, что его племянница Забава влюблена в простого гонца Елисея и намерена сбежать с ним, куда глаза глядят. Недовольный этим князь решает отправить Елисея на задание, а Забаву быстро выдать замуж. Он велит Елисею доставить богатырю Добрыне Никитичу его письменный приказ — собрать дань с крымского хана Бекета. К большому неудовольствию Добрыни, в приказе содержится указание князя взять в помощники Елисея.
Князь пытается выдать Забаву замуж, однако ей не нравится ни один из предлагаемых кандидатов. Тем временем, Добрыня в ходе боя одолевает войско хана Бекета, собирает дань и спасает Елисея из плена. В это время к князю приходит знатный купец Колыван — мастер в азартных играх, который предлагает ему выдать за него Забаву, взамен обещая простить крупный денежный долг. Князь нехотя соглашается, и тогда Колыван с помощью одного из своих должников, трёхголового дракона Змея Горыныча, устраивает похищение Забавы и прячет её в своей деревне.
Вернувшись в Киев, Добрыня и Елисей замечают, что князь и его бояре оплакивают пропавшую княжну. Для Добрыни становится шоком, когда он узнаёт, что похититель — Змей Горыныч, потому что последний был его лучшим другом. Однако в ответ на предложение Добрыни отправиться на поиски князь отправляет главного героя в отпуск, но Добрыня и Елисей, ослушавшись приказа, на найденном верблюде едут к Горынычу.
Тем временем Колыван объявляет себя спасителем Забавы и решает жениться на ней, однако та отказывает ему. Тогда Колыван отводит Забаву на Кудыкину гору к своей должнице Бабе-Яге и требует, чтобы та своими колдовскими чарами приворожила княжну, обещая в случае успеха простить ей половину долга. Добрыня и Елисей же приезжают к Змею Горынычу, и тот заявляет, что не причастен к похищению княжны. Однако той же ночью, испытывая вину перед Добрыней за то, что обманул его, Горыныч решает вернуть Забаву и на верблюде отправляется на поиски Колывана, оставив объяснительную записку. Но Колыван с помощью избушки на курьих ножках одолевает Горыныча и прячет его с Забавой в погребе. Верблюд же убегает.
На следующее утро Елисей находит записку и рассказывает о ней Добрыне. Последний разочарован и разгневан обманом Змея Горыныча. Вместе с Елисеем они отправляются на поиски Колывана. Тем временем, князь, узнав об отъезде Добрыни, пишет письмо Колывану, и тот просит Бабу-Ягу извести богатыря, взамен обещая ей простить весь долг, однако ни одно из её заклинаний не может сломить крепкий дух Добрыни. Тогда Колыван приказывает хану Бекету, который также был его должником, разделаться с богатырём. Тот берёт в плен Елисея и найденного им верблюда, однако Добрыня спасает их и узнаёт от хана, что Колыван прячется на Кудыкиной горе.
Забава и Змей Горыныч выбираются из плена, но последний не умеет летать и начинает тонуть в болоте. Подоспевшие Добрыня с Елисеем спасают его. Тогда Баба-Яга, вызвав тёмную силу, атакует героев. После длительного боя Добрыня успешно одолевает всё тёмное войско. Колыван пытается сбежать, но Добрыня ловит его и предлагает голосовать, чтобы решить, что с ним делать. Пока герои совещаются, Колыван сбегает, но он им не понадобился. Достаточно просто утопить в болоте его золотой сундучок со всеми долговыми расписками злодея, что Добрыня и делает, после чего ругает Горыныча и требует от него больше не играть в азартные игры с кем-либо, даже с ним самим.
Добрыня, Змей Горыныч, Елисей и Забава возвращаются домой. Горыныч, научившийся летать, улетает, а Добрыня, Елисей и Забава возвращаются в Киев, где их встречают как героев. Князь очень рад видеть племянницу, однако всё равно против её брака с Елисеем. Добрыня уговаривает князя изменить решение (его долговую расписку он всё-таки оставил при себе), после чего Елисей и Забава женятся.

## Персонажи

### Главные герои
- Добрыня Никитич — богатырь, главный герой второго фильма.
- Елисей — один из главных героев. Молодой гонец, мечтающий о подвигах, однако при каждой попытке совершить подвиг попадает в плен, и Добрыне приходится его вызволять. Влюблён в Забаву.
- Забава Путятична — княжна и любимая племянница князя Киевского. Желает выйти замуж по любви. Её жених — гонец Елисей.
- Князь Киевский — правитель всея Руси, хитёр, жаден, при этом трусоват. Должник Колывана.
- Змей Горыныч — один из главных героев. Врёт, не задумываясь о последствиях. Немного глупый из-за растроения личности, но очень весёлый и гостеприимный. В отличие от сказок, в мультфильме является положительным героем, хоть и часто вызывает подозрения. Должник Колывана. У каждой из голов один голос, но в разных интонациях.
- Колыван — главный злодей мультфильма, отлично играет в лото, благодаря чему имеет много должников, которыми пользуется в корыстных целях. Любит медовые пряники. Умён, коварен и труслив. В конце мультфильма избежал казни.
- Баба-Яга — потомственная ведьма в шестом поколении. Корыстолюбивая, но не такая злая, как в сказках. Должница Колывана. Сначала хотела себе дачу под Киевом, но после того, как Добрыня Никитич победил Колывана, решила, что останется жить на Кудыкиной горе, чтобы и дальше экологию улучшать.

### Второстепенные персонажи
- Вася — белый верблюд, верный домашний верблюд Добрыни Никитича, которого купил ему Елисей.
- Настасья Филипповна — жена Добрыни, настоящая русская женщина. Хозяйственна, но очень недоверчива, так как плохо относится к постоянным отъездам мужа из дома на службу и подвиги. Угрожает Добрыне переездом к своей маме.
- Хан Бекет — крымский хан. Боится Добрыню. Пытался убить Елисея и побить своим войском Добрыню, но тот разбил его войско и забрал почти всё, что было у Бекета. Должник Колывана.
- Тёмное войско — армия нечисти, представленная злыми деревьями, живыми страшными пнями с болот. Служат Бабе-Яге.

## Роли озвучивали
| Актёр                 | Роль |
| --------------------- | --- |
| Валерий Соловьёв      | Добрыня Никитич                                                                                                  |
| Юрий Тарасов          | Елисей |
| Екатерина Гороховская | Забава Путятична / низкая девица / Настасья («Добрыня, не смей, слышишь! Учти! Воротишься, а я к маме перееду!») |
| Сергей Маковецкий     | Князь Киевский                                                                                                   |
| Олег Куликович        | Змей Горыныч / первый представитель тугар / слуга Колывана                                                       |
| Андрей Толубеев       | Колыван |
| Наталья Данилова      | Баба-Яга |
| Анатолий Петров       | Хан Бекет / второй представитель тугар                                                                           |
| Елена Шульман         | Настасья Филипповна / средняя девица / высокая девица / старушка                                                 |
| Михаил Черняк         | рассказчик |

## Съёмочная группа
| Режиссёр             | Илья Максимов                                                                          |
| Продюсеры            | Сергей Сельянов, Александр Боярский                                                    |
| Авторы сценария      | Максим Свешников, Александр Боярский, Илья Максимов                                    |
| Художник-постановщик | Ольга Овинникова                                                                       |
| Композитор           | Валентин Васенков                                                                      |
| Звукорежиссёр        | Владимир Голоунин                                                                      |
| Режиссёр монтажа     | Сергей Глезин                                                                          |
| Редактор             | Валерий Федорович                                                                      |
| Сториборд            | Илья Максимов, Алексей Горобец                                                         |
| Персонажи            | Людмила Стеблянко, Илья Максимов, Светлана Варфоломеева, Марина Михеева, Олег Маркелов |

## Исполнители песен
- Екатерина Гороховская
- Ярослава Захарова
- Ольга Яковель
- Алексей Грищенко
- Роман Козелько
- Пётр Захаров

## Премьера в кино
| Страна      | Дата выхода     |
| ----------- | --------------- |
| Россия      | 16 марта 2006   |
| Чехия       | 16 марта 2006   |
| Словакия    | 16 марта 2006   |
| Украина     | 16 марта 2006   |
| Норвегия    | 19 марта 2006   |
| Швейцария   | 22 марта 2006   |
| Беларусь    | 25 марта 2006   |
| Сербия      | 26 марта 2006   |
| Кыргызстан  | 26 марта 2006   |
| Азербайджан | 28 марта 2006   |
| Эстония     | 26 мая 2006     |
| Италия      | 16 июля 2006    |
| Аргентина   | 20 октября 2006 |
| Китай       | 20 мая 2007     |
| Германия    | 15 марта 2012   |
| Польша      | 5 ноября 2016   |

## Награды
- 2006 — VIII Международный кинофестиваль «Сказка» в Москве — Приз жюри полнометражному фильму «Добрыня Никитич и Змей Горыныч» режиссёр Илья Максимов[6].

## Компьютерная игра
По мотивам мультфильма была создана одноимённая игра. Игра вышла после премьеры мультфильма 31 марта 2006 года.